# Паралінгвістичні засоби комунікації
Паралінгвістичні засоби комунікації — це сукупність невербальних засобів реалізації текстової комунікації, зокрема графічні, звукові і кінетичні засоби комунікації.
Зараз паралінгвістичні засоби, їхній складовий і прагматичний потенціал активно досліджуються в руслі параграфеміки як особливому розділі лінгвістики про письмову мову.

## Класифікація
Розрізняють 3 групи параграфічних засобів, залежно від механізмів їх створення:
1. художньо-стилістичне варіювання знаків пунктуації;
2. шрифтове варіювання;
3. топографемні засоби.

Також до паралінгвістичних засобів належить використання графічних засобів в їх непередбачуваному правилами орфографії і пунктуації місці.

## Основні паралінгвістичні засоби
Загалом паралінгвістичні засоби визначають зовнішню організацію, тобто оптичний образ тексту. Вони створюють поле паралінгвістичних засобів тексту.
Сюди належать:
- графічна сегментація тексту і його розподіл на папері;
- довжина рядка;
- пробіли;
- шрифт;
- колір;
- курсив;
- розрядка;
- стяжка;
- підкреслююча лінійка;
- типографські знаки;
- графічні символи;
- цифри;
- допоміжні знаки (%, №, +);
- засоби іконічної мови (малюнок, фото, таблиця, схема, креслення, карикатура);
- незвичайна орфографія слів і розставлення розділових знаків;
- формат паперу;
- колонтитул.
- та ін., які не досить жорстко фіксуються і можуть варіюватися залежно від характеру конкретного тексту.

Всередині поля паралінгвістичні засоби розрізняються:
1. за ступенем своєї прив’язаності до вербальних засобів тексту;
2. своєю роллю в організації змістової структури тексту;
3. своїми функціями в тексті.

Поряд з паралінгвістичними засобами, що мають мовну основу, існують паралінгвістичні засоби, які її не мають (яскраве оформлення тексту).

## Роль паралінгвістичних засобів
Роль паралінгвістичних засобів у текстах не є однозначною. 

В одних випадках участь паралінгвістичних засобів в організації тексту охоплює лише план його вираження, його зовнішнє оформлення і не чіпає / чи не є суттєвим для плану його змісту. Вони забезпечують лише звичну візуальну форму тексту. Ці засоби, як правило не помітні адресатам. До таких текстів належать, наприклад, тексти:
- рецензій;
- анотацій;
- заяв та інших службових документів.

В інших текстах паралінгвістичні засоби набувають особливого значення, оскільки беруть участь у формуванні і плану їх вираження, і плану їх змісту. Ці тексти розглядають як паралінгвістично активні тексти (оскільки вони є носіями певної інформації). Невербальні засоби привертають увагу адресата, а вилучення інформації з тексту стає неможливим без їх декодування і інтерпретації. 

Особливу групу паралінгвістично активних текстів становлять креолізовані тексти (у структурі яких задіяні коди різних семіотичних систем).

## Креолізовані тексти
Креолізовані тексти – це тексти, фактура яких складається з двох негомогенних частин: вербальної і невербальної. Відносно письмової комунікації до креолізованих відносять тексти, домінанту поля паралінгвістичних засобів яких створюють іконічні (зображувальні) засоби. 
До креолізованих текстів належать:
- газетно-публіцистичні тексти;
- науково-технічні тексти;
- тексти-інструкції;
- ілюстровані художні тексти;
- тексти реклами;
- афіші;
- комікси;
- плакати;
- листівки тощо.

У сучасному суспільстві роль креолізованих текстів зростає у зв'язку зі збільшенням потоку інформації та переходом до цифрової комунікації.

### Текст службового документа як різновид креолізованого тексту
Службовий документ - офіційний документ, який використовується в поточній діяльності організації. Текст службового документа ускладнений іконічними графічними зображеннями бланка зі знаково-емблемними компонентами реквізитів затверджених ДСТУ.  

Паралінгвістична графіка службового управлінського документа специфікується графічною сегментацією реквізитів документа та тексту – його основного складника, дотриманням правил моделювання за формуляром-зразком, схем розташованості меж і зон реквізитів, схем окремих текстотипів, форматів та характеристик паперу, шрифтового оформлення, розміру кегля, інтервальності, відступів від межі лівого поля, граф, схем тощо. 

Формуляр-зразок є графічною схемою візуального обліку документа з оприсутненими формалізованими характеристиками розмірів полів, максимальної довжини реквізитів, складових реквізитів, способів моделювання (з кутовою/поздовжньою, прапоровою/центрованою варіацією), з обов’язковою наявністю певних реквізитів (дати, реєстраційного індексу, місця складення або видання тощо).

Загалом частина паралінгвістичних засобів документів прямо не стосується змісту тексту, але створює оптимальні умови для його сприйняття. Наприклад, http://kiido.npu.edu.ua/images/ПРОГРАМА_вступного_випроб_ДИД_2017.pdf